# Gustav Kunze
Gustav Kunze (Leipzig, 4 de outubro de 1793 – Leipzig, 30 de abril de 1851) foi um professor, zoólogo, entomólogo, botânico, pteridólogo, micólogo e algólogo alemão.

## Vida
Foi professor de zoologia na Universidade de Leipzig e mais tarde diretor do jardim botânico da mesma cidade.
Suas coleções entomológicas e botânicas estão conservadas no Museu de Ciências Naturais de Leipzig.
O gênero botânico Kunzea Rchb. 1828 foi nomeado em sua honra.

## Obras
- Beiträge zur Monographie der Rohrkäfer. Neue Schrift. Naturf. Ges. Halle, 2 (4): 1-56. (1818).
- Die Farrnkrauter in Kolorirten Abbildungen: Naturgetreu Erläutert und Beschrieben. 2 volumes (1847-1851).
- Index Filicum (sensu latissimo) in Hortis Europæis Cultarum Synonymis Interpositis Auctus, cura A. Baumanni.  Orig. in Linnaea XXXIII (1850). Pub. as book (1853).
- Zeugophora (Jochträger) eine neue Käfergattung. Neue Schrift. Naturf. Ges. Halle, 2 (4):. 71-76.(1818).
- com Philipp Wilbrand Jacob Müller 1822. Monographie der Ameisenkäfer (Scydmaenus Latreille). Schriften der Naturforschenden Gesellschaft zu Leipzig 1: 175–204.